# Ерік Принс
Ерік Дін Принс (англ. Erik Prince; 6 червня 1969) — американський підприємець, колишній офіцер ВМС США та засновник урядової служби безпеки та компанії Блеквотер, тепер відомої як Академі. Він обіймав посаду генерального директора до 2009 року, а пізніше був головою, доки компанія Blackwater Worldwide не була продана у 2010 році групі інвесторів. Зараз очолює фірму приватного капіталу Frontier Resource Group і є головою зареєстрованої в Гонконгу Frontier Services Group Ltd. Він є братом американського секретаря з питань освіти Бетсі Девос.

## Життєпис
Ерік Принс народився 6 червня 1969 року в Голланд, штат Мічиган, син Едгара Д. Принса та його дружини Ельзи (Цвіп). Він закінчив Голландську християнську середню школу.
Батько Принса, заснував у 1965 році фірму з виготовлення штампованих машин, Prince Machine Corporation, яка стала постачальником автомобільної промисловості та, зрештою, мільярдною компанією. Коли бізнес «вибухнув», Принс почав інвестувати частину прибутку через групу «Принс» в інші типи автозапчастин та торгових центрів, створивши мережу компаній та нерухомості на суму мільярд доларів. На початку 1970-х компанія Едгара Принса запатентувала протисонцевий козирок, який міг засвітитися і продав 5000 General Motors. У 90-х компанія виробляла 20000 на день. Принс та його батько разом подорожували світом, відвідавши концтабір Дахау у Німеччині, розділеному Берліні та Нормандії. За словами його матері, ці поїздки «справили велике враження» на молодого Принса.
Еріка Принса прийняли до Військово-морської академії США і він навчався там три семестри перед звільненням, виправдовуючись, що любив ВМС, але не любив академію. Він продовжив навчання та отримав бакалавра з економіки Гіллсдейлського коледжу в 1992 році. Деякі джерела кажуть, що Принс кинув Військово-морську академію, а інші кажуть, що він перейшов до Гіллсдейла. Під час свого перебування в Гіллсдейлі він служив добровольцем пожежником та водолазом з холодною водою для департаменту шерифу округу Гіллсдейл. Принс зрештою став лікарем швидкої медичної допомоги.
У 1990 році Принс влаштував стажування на низькому рівні в Білому домі за Джорджа Буша, але незабаром поїхав стажуватися до конгресмена Каліфорнії Дани Рохрабахер, колишнього речника президента Рональда Рейгана. Рохрабахер описав Принса як «яскравого, веденого юнака». У 21-річному віці Принс зголосився шукати братську могилу в Нікарагуа, щоб викрити вбивства при президенті Даніелі Ортезі.
Після закінчення коледжу Принс був призначений на посаду офіцера у ВМС США через школу офіцерів-кандидатів у 1992 році. Він продовжив свою діяльність у військово-морському флоті та розгорнувся разом із командою SEAL 8 на Гаїті, Близькому Сході та на Балканах. Він приписує SEALs за те, що він був торговим центром для його підприємницького духу. У своїй автобіографії він зазначає, що під час Югославських воєн на початку 1990-х років він зрозумів, що існує потреба у приватних навчальних закладах для спеціальних операцій.
Принс закінчив службу у ВМС США передчасно в 1995 році, коли його батько помер. Ерік взяв на себе контроль за щоденними операціями в Prince Machine Corporation протягом року до 1996 року, коли його мати продала компанії Johnson Controls за 1,35 мільярда доларів готівкою.

## Приватний бізнес
Принс переїхав у Вірджинію та особисто фінансував утворення Blackwater Worldwide у 1997 році. Він купив 6000 гектарів (24 км²) Великого Демсального болота Північної Кароліни і створив школу для спеціальних операцій. Назва «Чорна вода» походить від торф'яних боліт, в яких знаходиться школа.
Принс приписує геноцид Руанди 1994 року своїм рішенням розпочати Блеквотер. Пізніше він сказав: «Це мене дуже турбувало. Це дало мені зрозуміти, що ти не можеш сидіти і понтифікувати. Треба діяти».
З 1997 по 2010 рік Blackwater було укладено урядових контрактів на 2 мільярди доларів на охорону, понад 1,6 мільярда доларів з яких були некласифікованими федеральними контрактами та невідомий обсяг класифікованої роботи. З 2001 по 2010 року. Центральне розвідувальне управління (ЦРУ) присудило до 600 мільйонів доларів США класифіковані контракти Blackwater та його філій. Він став найбільшою з трьох приватних охоронних компаній Державного департаменту, забезпечуючи 987 охоронців для посольств та баз за кордоном. Принс побудував стрільбище на своїй сільській землі у Вірджинії, щоб служити навчальним закладом поблизу штаб-квартири ЦРУ в Ленглі, штат Вашингтон. У своїх спогадах Принс говорить, що він надав ЦРУ посилання на воєначальників Афганістану, які допомогли «скинути талібів і загнати Аль-Каїду в укриття».
Чорну воду все більше критикували після розправи на площі Нісур у вересні 2007 року, під час якої співробітники Blackwater відкрили вогонь на багатолюдній площі Багдаду, вбивши 17 іракських цивільних і важко поранивши ще 20 осіб. У жовтні 2014 року троє охоронців були засуджені за обвинуваченням у вчиненні 14 злочинів та іншому вбивстві в американському суді у 2019 році.
Критика продовжувалася після того, як президент Барак Обама вступив на посаду у 2009 році. Принс заявив, що вважає, що значна частина цієї критики випливає з політики. «Я поставив себе та свою компанію в розпорядження ЦРУ для деяких дуже ризикованих місій», — сказав Принс Vanity Fair для свого випуску за січень 2010 року. «Але коли це стало політично доцільним, хтось кинув мене під автобус».
Проте у 2010 році адміністрація Барака Обами уклала контракт з компанією на 120 мільйонів доларів США на державну безпеку та близько 100 мільйонів доларів на нову роботу ЦРУ.
Принс захищав діяльність Блеквотера, вказуючи на те, що в 40 000 місій особистої безпеки лише 200 охоронців стріляли зі зброї. Він сказав: «Ніхто під нашою охороною ніколи не був убитий та поранений. Ми тримали їх у безпеці, в той час, як нас було вбито 30 наших людей».
За словами автора, Роберт Янг Пелтон, вважає, що стосунки Блеквотер до військових є чимось схожим на відносини Федекса до Поштового відомства США: «ефективне, приватизоване рішення склеротичної та марної бюрократії уряду». Він приписує батькові конкурентоспроможний автомобільний бізнес із натхненням проєктувати легшу, швидку армію.
Принс пішов у відставку з посади генерального директора Блеквотер 2 березня 2009 року і залишився головою правління, поки він не продав компанію в кінці 2010 року групі інвесторів.

## Місія в Києві
Щоб запобігти небажаній для США покупку Пекіном українського авіабудівного заводу «Мотор Січ», Білий дім вирішив залучити «важку артилерію», і послав на переговори до Києва неформального радника Дональда Трампа, колишнього «морського котика» і творця найбільшої приватної військової компанії світу Еріка Принса. За дорученням Вашингтона Принс мав домовитися про умови покупки акцій запорізького підприємства, перебивши останню китайську пропозицію.